# Asura lacteoflava
Asura lacteoflava là một loài bướm đêm thuộc phân họ Arctiinae, họ Erebidae.